# Luciano Palos
Luciano Ramón Palos (Rosario, 8 giugno 1979) è un ex calciatore argentino, di ruolo portiere.

## Palmarès

### Club

#### Competizioni nazionali
- Campionato argentino: 1

Newell's Old Boys: Apertura 2004